# Peperomia sepicola
Peperomia sepicola är en pepparväxtart som beskrevs av William Trelease. Peperomia sepicola ingår i släktet peperomior, och familjen pepparväxter. Inga underarter finns listade i Catalogue of Life.